# Sulz am Neckar
Sulz am Neckar är en stad i Landkreis Rottweil i regionen Schwarzwald-Baar-Heuberg i Regierungsbezirk Freiburg i förbundslandet Baden-Württemberg i Tyskland.
Staden ingår i kommunalförbundet Sulz am Neckar tillsammans med kommunen Vöhringen.